# 封齋飯
封齋飯（阿拉伯语：‎，「黎明的」），是穆斯林在伊斯蘭曆九月，即拉馬丹月（齋月）每天早上、第一次禮拜（晨禮）前所吃的飯菜。吃完到黃昏以前穆斯林都不會再飲食。